# حوزه انتخابیه اول کارولینای جنوبی
حوزه انتخابیه اول کارولینای جنوبی یک حوزه انتخابیه مجلس نمایندگان آمریکا است که در ایالت کارولینای جنوبی قرار دارد.